# Лодърдейл (окръг, Алабама)
Окръг Лодърдейл (на английски: Lauderdale County) е окръг в щата Алабама, Съединени американски щати. Площта му е 1862 km², а населението – 93 564 души (1 април 2020). Административен център е град Флорънс.